# ۶۵۷ (خورشیدی)
۶۵۷ ششصد و پنجاه و هفتمین سال هجری خورشیدی است.